# Burn to Shine

Burn to Shine — серия музыкальных DVD, выпускаемая Trixie DVD. Является совместным проектом кинорежиссера Кристофа Грина и барабанщика Fugazi Брендана Кэнти. Они выбирают дом, подготовленный под снос в каком-либо городе и просят участника местной музыкальной группы стать куратором мероприятия. За один день они снимают выступления всех групп, давая каждой по часу на то, чтобы подготовиться к выступлению и выступить (без каких-либо наложений или дополнительных дублей). В фильмах также задокументированы какие-то детали дома и последующее его уничтожение.

## Информация о выпусках

### Volume 1: Washington, D.C. 01.14.2004
Куратор: Брендан Кэнти
1. Q and Not U — «X-Polynation»
2. Medications — «Domestic Animals»
3. Garland of Hours — «Words Versus»
4. French Toast — «Insane»
5. Ted Leo — «Bleeding Powers»
6. Weird War — «AK-47»

Volume 1:
Washington DC

7. The Evens — «Mount Pleasant Isn’t»
8. Bob Mould — «Hoover Dam» (Sugar song)

### Volume 2: Chicago IL, 09.13.2004
Куратор: Боб Уэстон (Bob Weston)

Volume 2:
Chicago IL

1. The Lonesome Organist — «Catching Flies With Teeth»
2. Pit Er Pat — «The Bog Man»
3. Shellac — «Steady As She Goes»
4. The Ponys — «Shadow Box»
5. Wilco — «Muzzle of Bees»
6. Tight Phantomz — «Ninja Talk»
7. Freakwater — «Jewel»
8. Red Eyed Legends — «Je M’appelle Macho»
9. Tortoise — «Salt the Skies»

### Volume 3: Portland, OR, 06.15.2005
Куратор: Крис Фанк (en:Chris Funk)

Volume 3:
Portland, OR

1. The Thermals — «Welcome to the Planet»
2. Quasi — «Peace and Love»
3. The Planet The — «Look of a Woman»
4. Mirah — «Light the Match»
5. Sleater-Kinney — «Modern Girl»
6. The Ready — «For All You Know»
7. The Lifesavas — «The Warning»
8. The Shins — «Saint Simon»
9. The Decemberists — «The Mariner's Revenge Song»
10. Wet Confetti — «Take My Advice»
11. The Gossip — «Listen Up!»

«Bonus» track: Tom Heinl — «Christmas Tree on Fire»

### Volume 4: Louisville, KY
Куратор: Уильям Бентон (Lucky Pineapple)
Согласно анонсу, работа над фильмом находится на стадии завершения, фильм был снят в Луисвилле. Участниками стали: Dead Child, Ultra Pulverize, Will Oldham, Magik Markers, Lords, Verktum, Commonwealth, Shipping News, Liberation Prophecy, Parlour, и Lucky Pineapple. Дата выпуска DVD на данный момент не объявлена.

### Volume 5: Seattle, WA, 01.27.2007

Volume 5:
Seattle, WA

Куратор: Бенджамин Гиббард (Benjamin Gibbard)
1. Spook the Horse — «Another New Year»
2. Harvey Danger — «Little Round Mirrors»
3. Tiny Vipers — «On This Side»
4. Blue Scholars — «Morning of America»
5. Dave Bazan — «Cold Beer and Cigarettes»
6. Benjamin Gibbard — «Broken Yolk in Western Sky»
7. Eddie Vedder — «Can’t Keep» (Pearl Jam song)
8. Minus the Bear — «Arctic Knights»
9. The Cave Singers — «Called»
10. The Long Winters — «Departure»
11. Kinski — «Crybaby Blowout»
12. The Can't See — «Barfight»
13. Triumph of Lethargy Skinned Alive to Death — «Big Bed»
14. Jesse Sykes and the Sweet Hereafter — «The Air is Thin»

### Volume 6: Atlanta, GA
Куратор: Ли Тесче (Lee Tesche)
В интервью с Кэнти и куратором Ли Тесче онлайн блогу Dry Ink Magazine сообщалось, что новый выпуск серии был снят 29 июля 2007 в Атланте. Кэнти также раскрыл список из 12 участников DVD: Shannon Wright, The Liverhearts, The Selmanaires, Deerhunter, Black Lips, Delia Gartrell, The Mighty Hannibal, The Carbonas, The All Night Drug Prowling Wolves, The Coathangers, Snowden, и Mastodon.

## Дополнительные ссылки
- Trixie DVD official site
- Burn to Shine official MySpace
- Interview with Canty on public radio program The Sound of Young America